# IC 858
IC 858 је лентикуларна галаксија у сазвјежђу Береникина коса која се налази на листи објеката дубоког неба у Индекс каталогу.
Деклинација објекта је + 17° 13' 38" а ректасцензија 13h 14m 51,9s. Привидна величина (магнитуда) објекта IC 858 износи 13,5 а фотографска магнитуда 14,5. IC 858 је још познат и под ознакама UGC 8321, MCG 3-34-7, CGCG 101-11, KCPG 367A, VV 47, NPM1G +17.0433, PGC 46069.